# Manaquiri
Manaquiri, amtlich Município de Manaquiri, ist eine brasilianische Gemeinde im Bundesstaat Amazonas. Die Stadt liegt in der südlichen Várzea des Rio Solimões und ist Teil der Metropolregion Manaus. Die Bevölkerung wurde zum 1. Juli 2021 auf 33.981 Einwohner geschätzt, die Manaquirenser genannt werden und auf einer großen Gemeindefläche von rund 3973,3 km² leben.

## Geografie

### Lage
Die Stadt liegt im Amazonasbecken, 60 km südwestlich der Hauptstadt Manaus des Bundesstaates und grenzt im Nordwesten an Manacapuru, im Nordosten an Iranduba, im Südosten an Careiro sowie im Südwesten an Beruri. Der urban bebaute Raum des Hauptortes betrug 2010 unter 0,5 km².

### Klima
Die Stadt hat tropisches Regenwaldklima, Af nach der Klimaklassifikation nach Köppen und Geiger. Die Durchschnittstemperatur ist 27,3 °C. Die Niederschlagsmenge liegt im Schnitt bei 2218 mm im Jahr.

### Ökosystem
Wichtig für Manaquiri und das Leben in der Gemeinde ist die Lage in der Várzea. Es ist weniger von den lokalen Regenfällen abhängig als vom Wasserstand des Rio Solimoes. In der Trockenzeit fallen große Teile trocken und es wird Landwirtschaft betrieben, in der Zeit der „cheia“ sind weite Teile überflutet. Die Ribeirinhos (Traditionelle Völker und Gemeinschaften Brasiliens) ernten Obst aus den Baumgipfeln und fischen in den Überschwemmungsauen.
Das Biom ist Amazonas-Regenwald, genannt Amazônia.

## Bevölkerungsentwicklung
| Jahr | Einwohner | Stadt | Land   |
| --- | --------- | ----- | ------ |
| 1991 | 10.718    | 2.391 | 8.327  |
| 2000 | 12.711    | 4.165 | 8.546  |
| 2010 | 22.807    | 7.068 | 15.739 |
| 2021 | 33.981    | ?     | ?      |
| Hier fehlt eine Grafik, die leider im Moment aus technischen Gründen nicht angezeigt werden kann. Wir arbeiten daran! |           |       |        |

Quelle: IBGE (2011)

## Ethnische Zusammensetzung
Ethnische Gruppen nach der statistischen Einteilung des IBGE (Stand 2000 mit 12.711 Einwohnern, Stand 2010 mit 22.801 Einwohnern): Von diesen lebten 2010 7078 Einwohner im städtischen Bereich und 15.723 im ländlichen Raum und Regenwaldgebiet.
| Gruppe      | Anteil 2000 | Anteil 2010 | Anmerkung                        |
| ----------- | ----------- | ----------- | -------------------------------- |
| Brancos     | 2.209       | ▲ 3.488     | Weiße, Nachfahren von Europäern  |
| Pardos      | 8.208       | ▲ 17.022    | Mischrassige, Mulatten, Mestizen |
| Pretos      | 620         | ▲ 1.160     | Schwarze                         |
| Amarelos    | 796         | ▼ 154       | Asiaten                          |
| Indígenas   | 14          | ▲ 977       | indigene Bevölkerung             |
| ohne Angabe | 864         | –           |                                  |

## Wirtschaft

### Durchschnittseinkommen und Lebensstandard
Das monatliche Durchschnittseinkommen betrug 2017 den Faktor 1,6 des brasilianischen Mindestlohns (Salário mínimo) von R$ 880,00 (umgerechnet für 2019: rund 312 €). Der Index der menschlichen Entwicklung (HDI) ist mit 0,596 für 2010 als niedrig eingestuft. 
Das Bruttosozialprodukt pro Kopf betrug 2016 8518,37 R$, das Bruttosozialprodukt der gesamten Gemeinde 249.818.300 R$ (etwa 55,41 Millionen €).

### Verkehr
Die Landesstraße AM-354 führt zur Stadt.